# Pristimantis andinognomus
Espèce
Pristimantis andinognomus est une espèce d'amphibiens de la famille des Craugastoridae.

## Répartition
Cette espèce est endémique de la province de Zamora-Chinchipe en Équateur. Elle se rencontre entre 2 400 et 2 800 m d'altitude dans la cordillère Orientale.

## Publication originale
- Lehr & Coloma, 2008 : A minute new Ecuadorian Andean frog (Anura: Strabomantidae, Pristimantis). Herpetologica, vol. 64, no 3, p. 354-367 (texte intégral).